# Valeria Răcilă

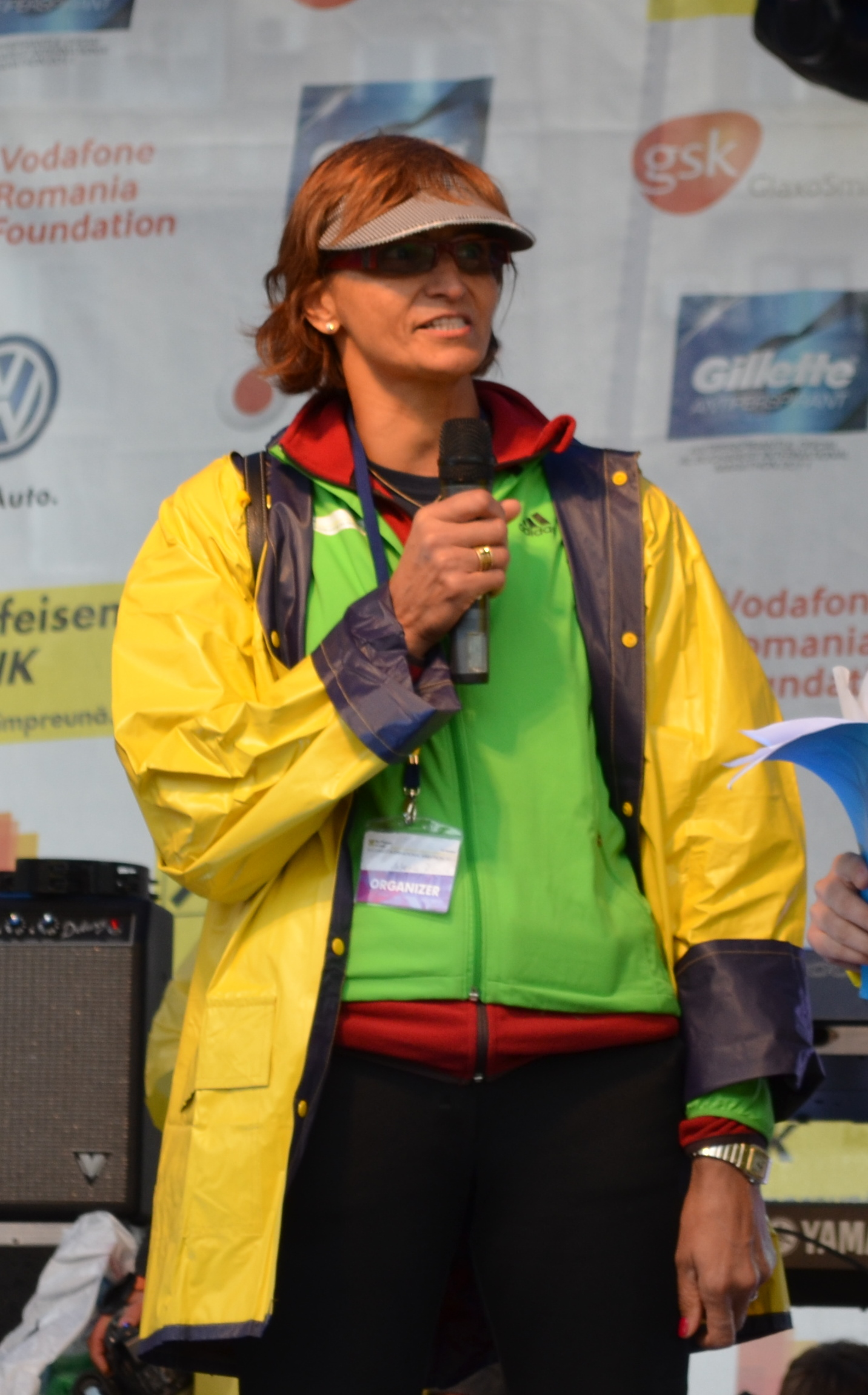

Valeria Răcilă (n. Roșca; n. 2 iunie 1957, Stulpicani, România) este o canotoare română, laureată cu aur la Jocurile Olimpice de la Los Angeles (1984) la canotaj simplu vâsle și bronz la Olimpiada de la Moscova (1980) la dublu vâsle.
În anul 1985 Valeria Răcilă s-a căsătorit cu juristul olandez Steven van Groningen. În 1986 s-au mutat în Olanda și au devenit părinții a doi copii. În 2001 familia van Groningen s-a stabilit în România.
Valeria Răcilă van Groningen este din 2008 directoarea Maratonului Internațional București. participând la peste 25 de maratoane și semimaratoane internaționale.
Soții Răcilă van Groningen au participat la Protestele din România din 2017, fapt care le-a atras critica lui Liviu Dragnea, președintele PSD.

## Distincții
- Ordinul „Meritul Sportiv” clasa a III-a (15 aprilie 1981) „pentru rezultatele deosebite obținute la Jocurile olimpice de vară de la Moscova — 1980, precum și pentru contribuția adusă la dezvoltarea activității sportive și la creșterea prestigiului sportului românesc pe plan internațional”[9]

## Legături externe
Materiale media legate de Valeria Răcilă la Wikimedia Commons
- Valeria Răcilă la Comitetul Olimpic și Sportiv Român (arhivat)
- en Valeria Răcilă la Olympedia.org